# Little Things (canción de Good Charlotte)
«Little Things» —en español: «Pequeñas cosas»— es el sencillo debut de la banda estadounidense Good Charlotte. La canción es acerca de temas aparentemente insignificantes como rupturas o viajar en el autobús a la escuela que en realidad tienen un gran impacto en la vida de una persona. La canción fue relanzada en Reino Unido el 9 de marzo de 2009. La canción aparece en la película, Dude, Where's my Car?

## Listado de canciones
1. "Little Things"
2. "The Click"
3. "Thank You Mom"

## El vídeo
El vídeo musical muestra a la banda en una escuela, comienza con el cantante Joel Madden inrrumpiendo en la oficina del principal y anunciando que la canción es dedicada a "todo chico quién es elegido cómo último en las clases de gimnasia," "todo chico quién nunca tuvo una cita para un baile de escuela," y "todos quiénes han sido llamados extraños." La banda procede a causar estragos en la escuela, con estudiantes corriendo de las clases para verlos actuar, después el guitarrista Billy Martin conecta el sonido de la banda en el micrófono del principal. El vídeo termina con los miembros de la banda tratando de arreglar las letras en la escuela para que se vea "GOOD CHARLOTTE." El vídeo fue grabado en Lorne Park Secondary, en Mississauga y dirigido por Nigel Dick. En el vídeo aparece Mandy Moore.

## Posicionamiento
| Listas                                | Posición |
| ------------------------------------- | -------- |
| U.S. Billboard Hot Modern Rock Tracks | 23       |